# Ng Wing-Nga
Ng Wing-Nga, född 13 december 1962, är en hongkongsk bågskytt. Hon deltog vid olympiska sommarspelen 1984.